# جيبسين
جيبسين (Jeppesen) المعروفة أيضًا باسم جيبسين ساندرسون (Jeppesen Sanderson) هي شركة أمريكية تقدم المعلومات الملاحية وأدوات تخطيط العمليات ومنتجات وبرامج تخطيط الرحلات الجوية. غالبًا ما يطلق الطيارون على مخططات ملاحة الطيران الخاصة بـ جيبسين «مخططات جيب» ("Jepp charts") أو ببساطة «جيبس» ("Jepps") من قبل الطيارين، نظرًا لشعبية الرسوم البيانية. تمتد هذه الشعبية إلى المخططات الإلكترونية، التي يفضلها الطيارون والبحارة بشكل متزايد على المخططات الورقية، حيث أصبحت أجهزة الحوسبة المتنقلة وحقيبة الطيران الإلكترونية وأنظمة الجسر الإلكترونية المتكاملة وأجهزة العرض الأخرى أكثر شيوعًا ومتاحة بسهولة.
يقع المقر الرئيسي لجيبيسن في إينفيرنيس، كولورادو، وهو مكان مخصص للتعداد السكاني في مقاطعة أراباهو. يتم استخدام التعيين البريدي لـ إنغلوود في العنوان البريدي للشركة. تمتلك جيبسين مكاتب في مواقع حول العالم، بما في ذلك نوي-إيزنبورغ (ألمانيا)، وماسا (إيطاليا)، وكرولي (المملكة المتحدة)، وغوتنبرغ (السويد)، وكانبرا (أستراليا) وغدانسك (بولندا). توظف الشركة ما يقرب من 3200 شخص.

## تاريخ

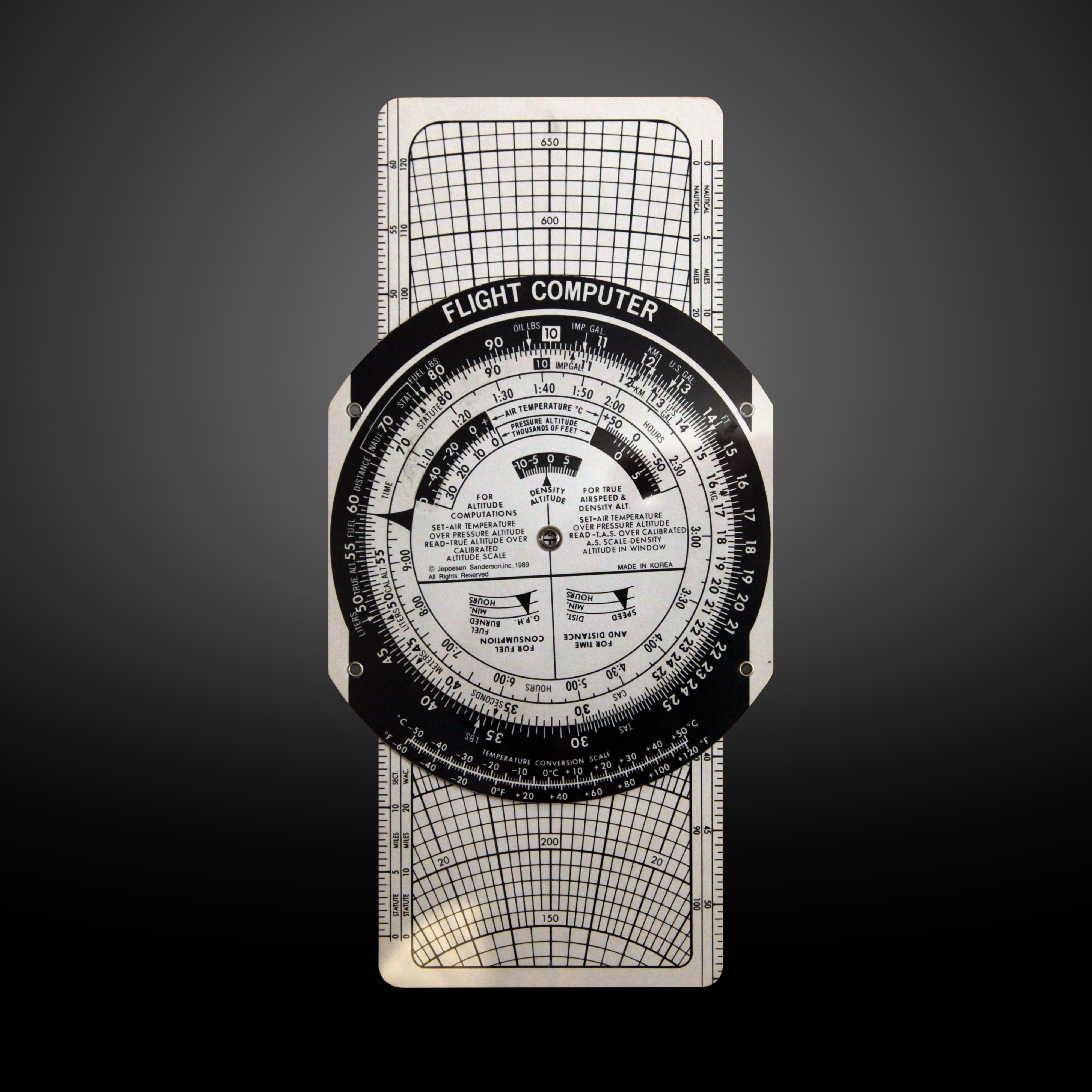
كمبيوتر طيران جيبسين ساندرسون، معروض في متحف معهد ماساتشوستس للتكنولوجيا.

تأسست الشركة في عام 1934، من قبل إليري بورغ جيبسين، طيار يعمل في خطوط فارني الجوية، والذي كان أول من وضع مخططات طيران للطيارين للملاحة أثناء الطيران. كانت المعلومات التي جمعها والمخططات التي رسمها في البداية للاستخدام الشخصي فقط، لكن سرعان ما رأى زملائه الطيارين فوائد استخدام هذه المخططات وبدأ جيبسن في بيع نسخ من دفتر المخططات الخاص به مقابل 10 دولارات. بدأ الطيارون الآخرون في جمع البيانات على طرقهم الخاصة وتسليمها إلى جيبسين لتضمينها في كتاب الملاحة الخاص به. كانت زوجة جيبسن، المضيفة السابقة نادين جيبسين، مهمة أيضًا في السنوات الأولى للشركة.
كانت شركة يونايتد إيرلاينز، شركة الطيران التي عمل جيبسن معها في أواخر الثلاثينيات من القرن الماضي بعد أن اندمجت شركة فارني إيرلاينز مع العديد من الشركات الأخرى لتشكيل شركة يونايتد إيرلاينز، كانت واحدة من أولى شركات الطيران التي بدأت في استخدام مخططات جيبسن. بعد فترة من الوقت، بدأت أعمال الرسم البياني تستهلك الكثير من وقت جيبسين لدرجة أنه استقال من وظيفته كقائد وركز طاقته على عمل المخططات.
تم تسمية المحطة في مطار دنفر الدولي الذي كان قيد الإنشاء على شرف مؤسس شركة جيبسين إليري بورغ جيبسين في فبراير 1991.
الأربعينيات
في عام 1941، نقلت جيبسين الشركة من مدينة سولت ليك بولاية يوتا إلى دنفر بولاية كولورادو.
في عام 1947، تعاونت جيبسين وإدارة الطيران المدني (CAA) لتقديم إجراءات اقتراب الأجهزة القياسية وإنشاء المركز الوطني لبيانات الطيران.
1957، توسعت جيبسين إلى أوروبا من خلال فتح مكتب في فرانكفورت بألمانيا لتقديم الخدمات للعملاء في أوروبا وخارجها.
في عام 1961، تم شراء الشركة من قبل شركة (Times-Mirror Company) (الشركة الأم لصحيفة لوس أنجلوس تايمز).
السبعينيات
في عام 1973، تم استخدام جيبسين (NavData®) لأول مرة تجاريًا في أنظمة توجيه الكمبيوتر لإدارة الطيران (FMCGS).
في عام 1974، دخلت جيبسين مجال التدريب على الطيران عندما دمجتها (Times-Mirror) مع (Sanderson Films).
الثمانينيات
بدأت جيبسين سلسلة من عمليات الاستحواذ التي أضافت إلى عروض منتجاتها وخدماتها:
- أضاف (Bottlang Airfield Manual) اقتراب قواعد الطيران المرئي (VFR) ومعلومات المطار لأوروبا؛[9]
- أضاف (Icarus)، الذي أصبح (OpsData)، تحليل المدرج والأداء، المستخدم لتخطيط وتحسين أداء إقلاع وهبوط الطائرات.[9]

في عام 1989، اشترت جيبسين شركة (Lockheed DataPlan)، وهي شركة لتخطيط الرحلات الجوية وخدمات الطقس.
التسعينيات
بين عامي 1990 و 1995، توسعت جيبسين عالميًا من خلال فتح مكاتب في أستراليا والصين لخدمة العملاء في منطقة آسيا والمحيط الهادئ، واستمرت في التوسع من خلال شراء (TannGuide)، الذي أصبح دليل مطار (JeppGuide؛ APU)، التي أصبحت جزءًا من (OpsData)؛ و (International Aviation Publishers)، التي أعدت كتيبات للتدريب على صيانة الطيران؛ 
في عام 1996، قدمت جيبسين (JeppView)، التي قدمت مكتبة عالمية كاملة من خرائط الطيران على قرص مدمج؛
في عام 1996، استحوذت جيبسين على MentorPlus، وهي شركة مصنعة للطيران المعتمد على الكمبيوتر الشخصي والخرائط المتحركة البحرية وتطبيقات تخطيط الرحلات. 
في عام 1998، قدمت جيبسين التسليم المستند إلى الإنترنت لتحديثات NavData.
عقد 2000
في عام 2000، اشترت جيبسين شركة (Nobeltec، Inc)، وهي شركة مقرها بورتلاند بولاية أوريغون توفر برامج ورسوم بيانية للملاحة البحرية؛
في عام 2000، استحوذت شركة بوينج على جيبسين. اشترت بوينغ شركة جيبسين من شركة Tribune التي استحوذت على Times-Mirror وكانت تبيع أصولها غير الأساسية؛  
في عام 2002، تم تقديم أول حقيبة طيران إلكترونية تجارية من شركة جيبسين وتسليم الرسوم البيانية عبر الإنترنت؛ 
في عام 2003، أصبحت جيبسين أول منظمة تجارية يتم اعتمادها من قبل إدارة الطيران الفيدرالية كمزود مؤهل لاتصالات الإنترنت (QICP)؛
في عام 2004، استحوذت جيبسين على (SBS International)، وهي شركة مقرها مدينة نيويورك تقدم خدمات جدولة الطاقم. استحوذت جيبسين على (SBS) من خلال اتفاق مع شركة بوينغ، التي اشترت (SBS) في عام 2001؛
في عام 2006، اشترت جيبسين شركة (Carmen Systems)، وهي شركة تقدم برامج جدولة الطاقم وإدارة الاضطرابات. يقع المقر الرئيسي للشركة في جوتنبرغ، السويد، ويعمل بها حوالي 300 موظف. عززت جيبسين بسرعة عروض منتجات كارمن و (SBS) والمواقع؛
في عام 2007، اشترت جيبسين (C-MAP)، وهي شركة تقدم خدمات رسم الخرائط البحرية الرقمية وخدمات البيانات وغيرها من المعلومات الملاحية. أصبحت (C-MAP) جزءًا من قسم جيبسين البحري. لديها عمليات في إيطاليا والمملكة المتحدة والنرويج واليونان وبولندا وروسيا والهند واليابان وكوريا الجنوبية وسنغافورة وماليزيا وأستراليا والولايات المتحدة.
في عام 2008، اشترت جيبسين شركة (Ocean Systems، Inc)، وهي مزود لحلول تحسين السفن والرحلات للعمليات البحرية التجارية في ألاميدا، ومقرها كاليفورنيا؛
في عام 2008، حصلت جيبسين على موافقة (FAA) لتطبيقها لخريطة نقل المطار لأكياس الطيران الإلكترونية من الفئة 2؛
في عام 2009، تلقت جيبسين موافقة (FAA) لتصميم والتحقق من صحة إجراءات أداء الملاحة (RNP) المطلوبة في الولايات المتحدة؛
في عام 2009، باعت جيبسين خط إنتاجها Nobeltec إلى Signet USA.
عقد 2010
في عام 2010، تلقت جيبسين موافقة من هيئة سلامة الطيران المدني الأسترالية لتصميم والتحقق من صحة وصيانة كل من الأداء الملاحي المطلوب وإجراءات اقتراب الأجهزة التقليدية؛ 
في عام 2010، تم اختيار جيبسين الفائز بجائزة 2010 INFORMS لاستخدامها على مستوى المنظمة لبحوث العمليات. 
في عام 2012، تم تنفيذ إجراءات الوصول التي صممتها شركة جيبسين لمطار دنفر الدولي.
في عام 2013، قدمت جيبسين Mobile FlightDeck VFR لطياري الطيران العام. 
في عام 2013، أنهت جيبسين بيع أعمال تخطيط الرحلات إلى SilverRail Technologies.
في عام 2014، أطلقت جيبسين تطبيق (FlightDeck Pro) لنظام التشغيل ويندوز 8.
في عام 2016، باعت جيبسين قسمها البحري إلى (Digital Marine Solutions). يتضمن هذا الاسم التجاري (C-Map) وجميع المنتجات والخدمات. هذا ينهي بشكل فعال استثمار جيبسين في الصناعة البحرية.
في عام 2017، أعلنت جيبسين تحالفًا مع (ForeFlight)، لدمج مخططات جيبسين الإلكترونية مع (ForeFlight Mobile)، وهو تطبيق إلكتروني رائد لحقائب الطيران.

## التورط المزعوم مع رحلات التسليم الاستثنائي لوكالة المخابرات المركزية
في 23 أكتوبر / تشرين الأول 2006، ذكرت صحيفة نيويوركر أن جيبسن تعامل مع التخطيط اللوجستي لرحلات التسليم الاستثنائي لوكالة المخابرات المركزية. استند الادعاء إلى معلومات من موظف سابق نقل عن بوب أوفربي، المدير العام للشركة، قوله، «نقوم بجميع رحلات التسليم الاستثنائي - كما تعلمون، رحلات التعذيب. دعونا نواجه الأمر، بعض هذه الرحلات تنتهي بهذه الطريقة. إنه بالتأكيد يؤتي ثماره بشكل جيد». واستطرد المقال ليشير إلى أن هذا قد يجعل جيبسن متهمًا محتملًا في دعوى رفعها خالد المصري.
تم تسمية جيبسين كمدعى عليه في دعوى قضائية رفعها الاتحاد الأمريكي للحريات المدنية (ACLU) في 30 مايو 2007، نيابة عن العديد من الأشخاص الآخرين الذين زُعم أنهم تعرضوا للتسليم الاستثنائي. تم رفض الدعوى في فبراير 2008 بناءً على اقتراح من حكومة الولايات المتحدة، على أساس أن المضي في القضية من شأنه أن يكشف أسرار الدولة ويعرض للخطر العلاقات مع الدول الأخرى التي تعاونت.
في 16 مايو 2011، رفضت المحكمة العليا مراجعة قرار الدائرة التاسعة برفض القضية.

## موفرو دعم الطيران الآخرين
- الخطوط الجوية الدولية
- أنظمة لوفتهانزا
- العالمية للطقس والطيران
- ناف بلو

## روابط خارجية
- الموقع الرسمي
- Nobeltec, Inc.